# Grants Pass
Grants Pass es una ciudad ubicada en el condado de Josephine en el estado estadounidense de Oregón. En el año 2009 tenía una población de 33,225 habitantes y una densidad poblacional de 1,171.7 personas por km².

## Geografía
Grants Pass se encuentra ubicada en las coordenadas 42°26′20″N 123°19′42″O / 42.43889, -123.32833.

## Demografía
Según la Oficina del Censo en 2000 los ingresos medios por hogar en la localidad eran de $29,197 y los ingresos medios por familia eran $36,284. Los hombres tenían unos ingresos medios de $31,128 frente a los $23,579 para las mujeres. La renta per cápita para la localidad era de $16,234. Alrededor del 34.9% de la población estaban por debajo del umbral de pobreza.